# Pierre Joseph Guillaume Zimmerman
Pour les articles homonymes, voir Zimmermann.
Pierre Joseph Guillaume Zimmerman, parfois connu sous le seul prénom de Pierre ou Joseph, fut un pianiste, pédagogue et compositeur français, né à Paris le 19 mars 1785 et mort le 29 octobre 1853 dans l'ancien 2e arrondissement de Paris.

## Biographie

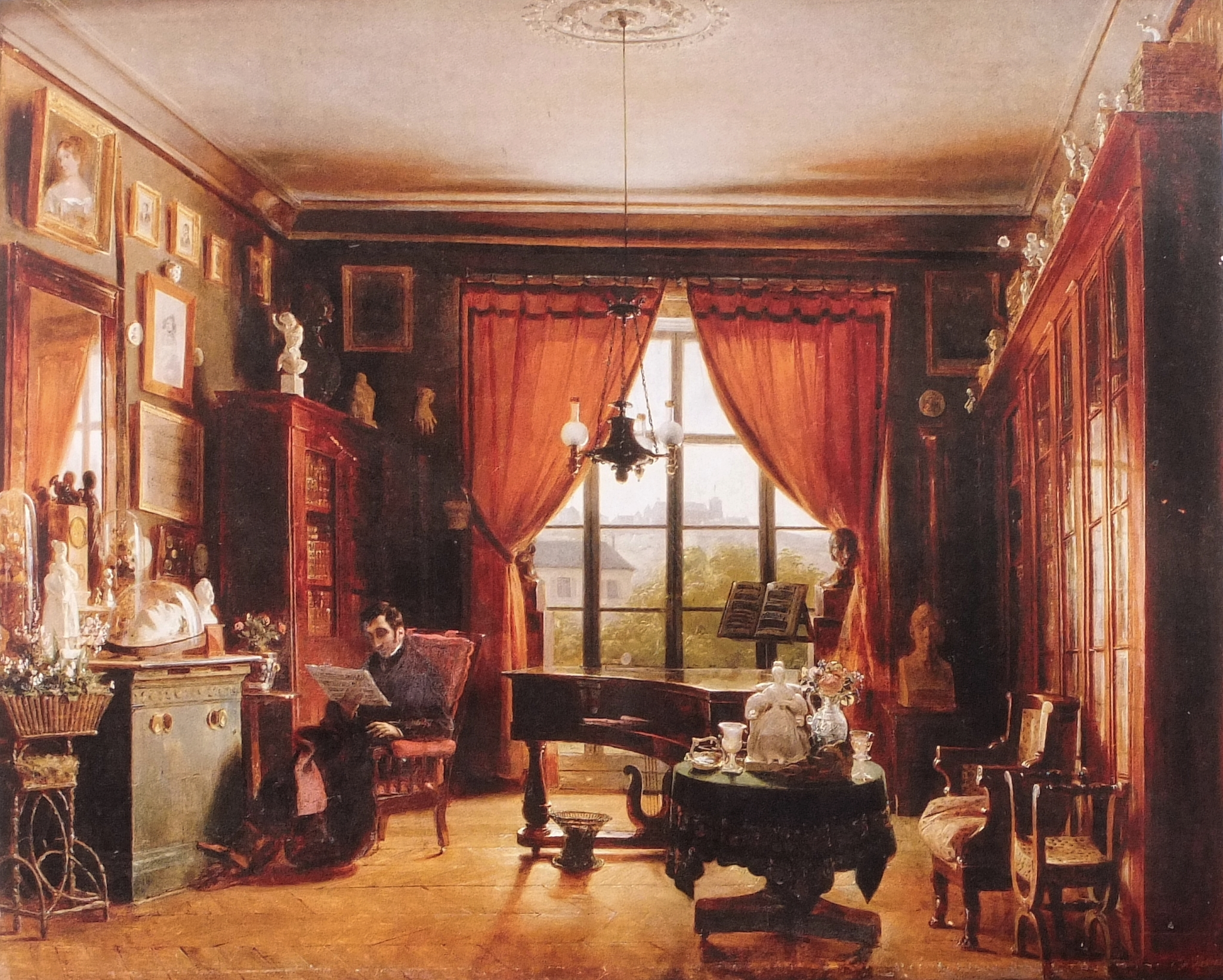
Le pianiste dans son appartement du square d'Orléans à Paris, tableau de Prosper Lafaye.

« Fils d'un facteur de pianos parisien, Pierre Zimmerman entra au conservatoire de Paris en 1798 ; il y étudia le piano avec Boieldieu ainsi que l'harmonie avec Bry puis avec Catel. Au concours de l'An VIII (1800), il obtint le 1er prix de piano, et eut pour concurrent Kalkbrenner, à qui le 2e prix fut décerné. Deux ans plus tard, Zimmermann remporta le 1er prix d'harmonie.
Devenu plus tard élève de Cherubini en composition, Zimmerman fut nommé professeur de piano au Conservatoire de Paris en 1816. En 1821, la place de professeur de contrepoint et de fugue ayant été mise au concours après la mort d'Eler, Zimmerman eut la victoire sur ses concurrents, et la place lui fut décernée. Mais obligé d'opter entre cette place et celle de professeur de piano, il donna la préférence à cette dernière – la chaire de contrepoint et de fugue fut alors attribuée à François-Joseph Fétis.
La prodigieuse activité déployée par cet artiste comme professeur […] l'a obligé à renoncer de bonne heure à se produire en public comme virtuose et à négliger son talent d'exécution pour consacrer le peu de temps dont il pouvait disposer aux travaux de la composition. Ceux-ci même ont été souvent entravés par le nombre immense d'élèves à qui Zimmerman dispensait ses cours. Toutefois, il a fait représenter à l'Opéra-Comique, au mois d'octobre 1830, l'opéra en trois actes de sa composition intitulé L'Enlèvement. Malgré les défauts considérables du poème, qui exerce en France une grande influence sur le succès des ouvrages lyriques, le public remarqua dans la partition de cet opéra une facture savante, une mélodie franche, naturelle et d'un beau caractère, enfin des effets neufs d'harmonie et d'instrumentation. ».
Il devint inspecteur des études musicales en 1848 ; les services rendus à l'art par ce professeur ont été récompensés par la décoration de la Légion d'honneur.
Zimmerman eut parmi ses élèves Antoine François Marmontel, Ambroise Thomas, Louis Lacombe, Pedro Tintorer, Georges Bizet, Louis James Alfred Lefébure-Wély, César Franck, Théodore Gouvy.
62 de ses élèves ont obtenu un 1er prix de piano ; Marmontel souligna son « habileté d’enseignement » et son « éclectisme dans le choix des œuvres adoptées ».
Les soirées musicales organisées par Zimmerman – auxquelles Liszt, Chopin, Thalberg, de Bériot, Rubini et Henriette Sontag prirent part – eurent de l’influence sur la vie musicale parisienne et offraient de la musique de choix, notamment Beethoven et Schubert.
Il fut également le beau-père de Charles Gounod (1818-1893), ce dernier épousant le 20 avril 1852 Anna (1829-1907), une des quatre filles (Juliette, Zéa, Berthe, et Anna) de Pierre Joseph Zimmerman et d'Hortense Victoire Leduc (1801-1888).
Pierre Zimmerman est inhumé au cimetière d'Auteuil (Paris 16e). Son tombeau est orné d'un médaillon en bronze qui porte la signature de sa fille Juliette Dubufe.

## Décoration
- Chevalier de la Légion d'honneur

## Œuvres
- Opéras
  - L’Enlèvement, opéra comique
  - Nausicaa
- Concertos
  - Premier concerto pour piano & orchestre (dédié à Cherubini ; éd. Janet & Cotelle, Paris)
  - Deuxième concerto pour piano & orchestre (éd. A. Petit, Paris)
- Pièces pour piano
  - Variations sur la romance : S'il est vrai que d'être deux, op. 2 (éd. Leduc, Paris ; Breitkopf et Härtel, Leipzig)
  - Fantaisie pour piano sur l'air Salut, etc., op. 3 (éd. Leduc, Paris ; Breitkopf et Härtel, Leipzig)
  - Sonate pour piano seul, op. 5 (éd. Leduc, Paris ; Breitkopf et Härtel, Leipzig)
  - Variations sur le thème Guardami un poco, op. 6 (éd. Janet, Paris ; Breitkopf et Härtel, Leipzig)
  - Romance de Blangini Il est trop tard, avec dix variations brillantes, précédées d'un prélude, op. 7 (éd. Leduc, Paris)
  - Badinage sur l'air Au clair de la lune, op. 8 (éd. Janet & Cotelle ; Breitkopf et Härtel, Leipzig)
  - Le Bouquet de romarin, varié, op. 12 (éd. Leduc, Paris)
  - 24 études pour le piano, divisées en deux livres, op. 21 (éd. Leduc, Paris ; N. Simrock, Bonn)
  - Rondeau sur un motif du Serment, d'Auber, op. 27 (éd. Troupenas, Paris)
  - Rondeau tyrolien sur la valse d’Emma (éd. A. Petit, Paris)
  - Rondeau brillant, en la (éd. Leduc, Paris ; Mechetti, Vienne)
  - Gasconne, bluette avec variations (éd. A. Petit, Paris)
  - Variations et finale sur l'air d'Emma (éd. A. Petit, Paris)
  - Les Délices de Paris, contredanses variées (éd. Leduc, Paris ; Simrock, Bonn)
- Chant & piano
  - Six recueils de romances avec accompagnement de piano (éd. Leduc, Paris ; Janet, Paris)
  - etc.
- Ouvrage didactique
  - Encyclopédie du pianiste (cet « excellent cours d'études pour former l'éducation d'un pianiste, et comme exécutant et comme compositeur, renferme une méthode complète de l'art de jouer du piano, dans les deux premières parties, et un traité d'harmonie et de contrepoint dans la troisième »[2]).

## Bibliographie

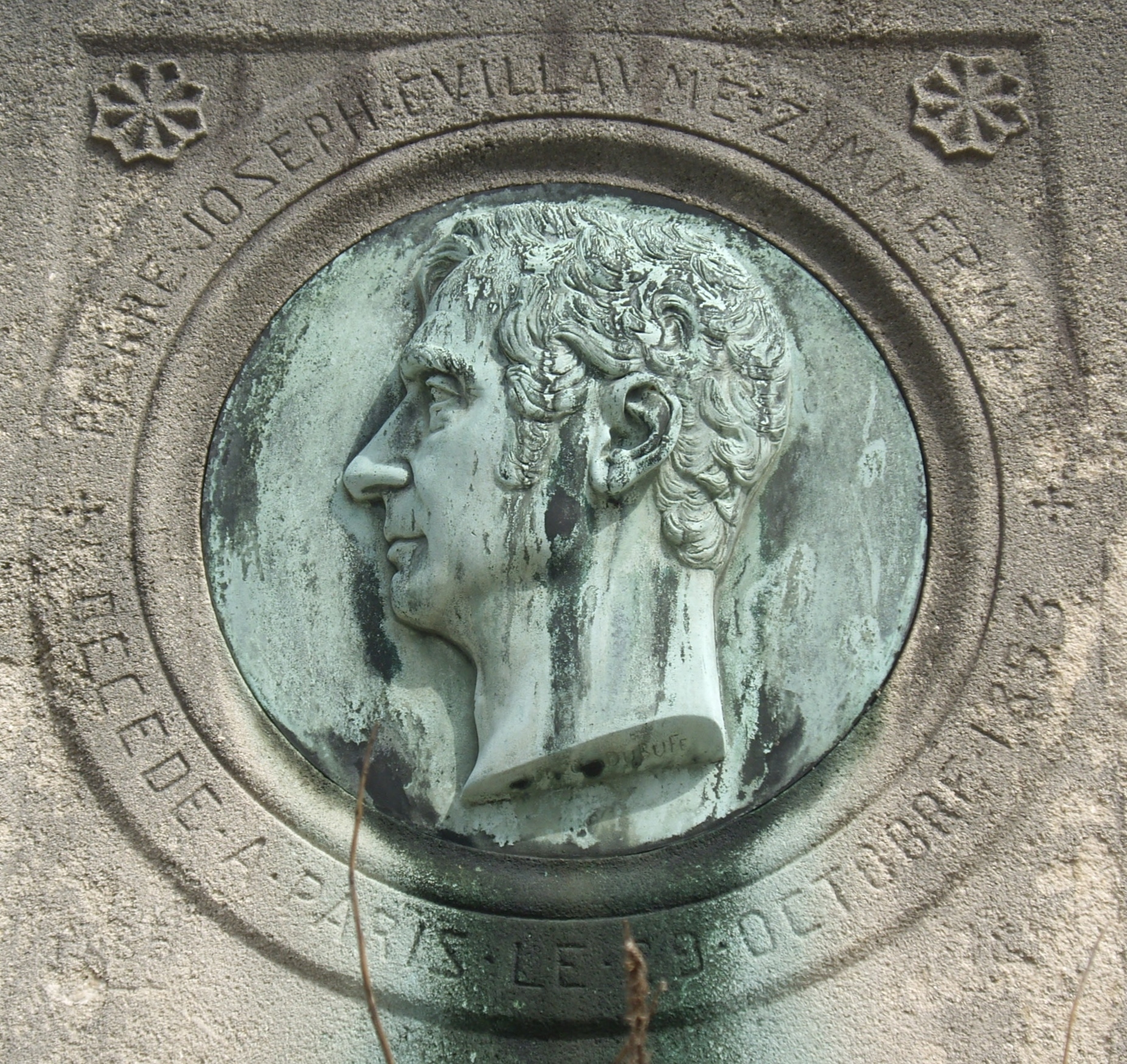
Médaillon sur sa tombe au cimetière d'Auteuil.